# Henry Handel Richardson

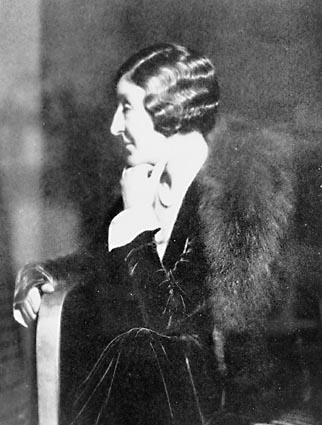
Henry Handel Richardson

Henry Handel Richardson, eigentlich Ethel Florence Lindesay Richardson, verheiratete Robertson (* 3. Januar 1870 in Melbourne; † 20. März 1946 in Fairlight, Sussex) war eine australische Schriftstellerin.

## Leben
In den 1890er Jahren, nach dem Tode ihres Vaters, reiste sie mit ihrer Mutter und ihrer Schwester nach Leipzig, wo sie am Konservatorium mit Hauptfach Klavier studierte, ihren künftigen Ehemann John Robertson kennenlernte (den späteren ersten Professor für Germanistik am University College, London) und die Erfahrungen sammelte, die in ihrem Erstlingsroman Maurice Guest verarbeitet sind. Nach Abschluss ihres Diploms und der in Leipzig erfolgten Promotion Robertsons heiratete sie diesen und ging mit ihm zunächst nach Straßburg, wo Robertson eine Zeit lang als akademischer Lektor tätig war und daneben seine Frau Damentennismeisterin der Universität wurde.
Fortan lebte sie mit ihrem Mann bis zu dessen frühem Tod in London, dann für den Rest ihres Lebens mit einer langjährigen jüngeren Freundin, auch Musikerin, in Fairlight bei Hastings (Sussex). Nach Ausbruch des Zweiten Weltkrieges durfte sie über die Einkünfte ihrer amerikanischen Investitionen nicht mehr verfügen und verarmte dadurch. Kurz nach Kriegsende starb sie trotz Notoperation an Krebs. Ihre Asche wurde zusammen mit der ihres Mannes vor Hastings ins Meer gestreut.

## Künstlerisches Schaffen
Nach Maurice Guest verfasste sie vor allem Milieuromane über das Leben in Australien um die Mitte des 19. Jahrhunderts. Im Frühwerk waren ihre naturalistischen Schilderungen noch vom Realismus geprägt, später entstanden Werke in impressionistischem Stil.
Am bekanntesten ist ihre Romantrilogie Australia Felix, die als eines der wichtigsten Werke der australischen Literatur gilt.

## Werke
- Maurice Guest, 1908, ISBN 978-1406838718, (dt. 1912)
- The Getting of Wisdom, 1910, ISBN 978-1103636327
- Australia Felix, 1917, ISBN 978-1406926958
- The Way Home, 1926
- Ultima Thule, 1929, ISBN 978-1417927517, später auch als: The Fortunes of Richard Mahony
- The End of a Childhood, Erzählungen, 1934
- Two Hanged Women, Short Story, 1934 (dt. Zwei von diesen Frauen, 2021; in Bunyip: Zwielicht ... und andere australische Storys, Balladine Publishing, Köln 2021, ISBN 978-3-945035-48-1)
- The Young Cosima, 1939
- Myself When Young, Autobiografie, 1948

## Verfilmungen
- 1954: Symphonie des Herzens (Rhapsody, basierend auf Maurice Guest)
- 1977: Lauras Mädchenjahre (The Getting of Wisdom)[1]
- 2006: Dokumentarfilm über Lauras Mädchenjahre: Telling Schoolgirl Tales: The Making of 'The Getting of Wisdom'[2]